# ハイイロアホウドリ
ハイイロアホウドリ (Phoebetria palpebrata) は、鳥綱ミズナギドリ目アホウドリ科ハイイロアホウドリ属に分類される鳥類。

## 分布
南極海
オーストラリア領ハード島・マクドナルド諸島・マッコーリー島、ニュージーランド領のキャンベル島・オークランド諸島、フランス領クロゼ諸島・ケルゲレン諸島、南アフリカ共和国領プリンス・エドワード諸島などで繁殖する。

## 人間との関係
延縄による混獲により生息数が減少し、繁殖地に人為的に移入されたネコやネズミ類・ブタなどによる捕食による影響も懸念されている。ハード島では火山の噴火による繁殖地の壊滅が懸念されている。